# 핵-맨틀 분화

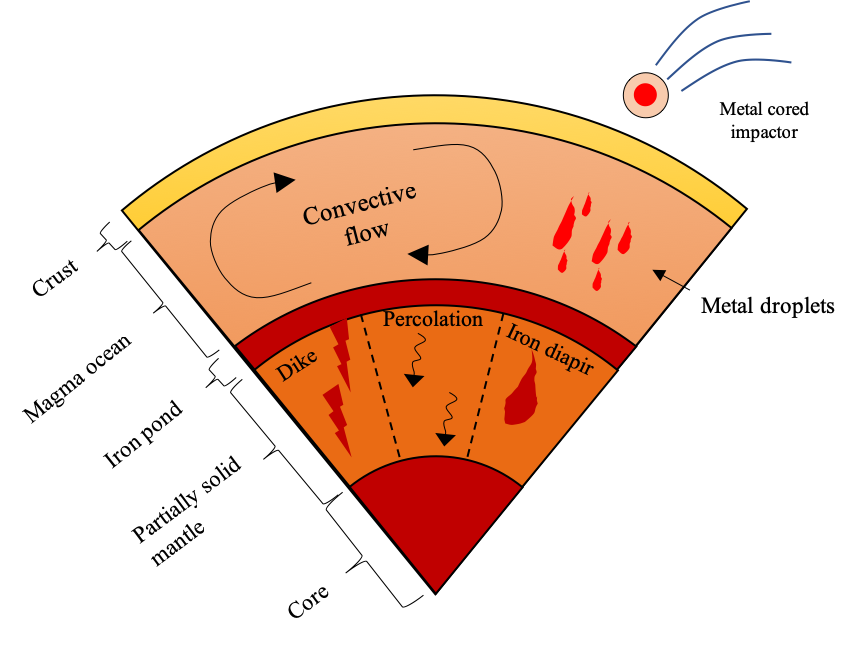
가설적 핵-맨틀 분화 과정을 보여주는 모식도. 침투, 암맥화, 다이어퍼리즘 과정으로 이루어진다. 루비 등(2015) 이후의 연구 참조.

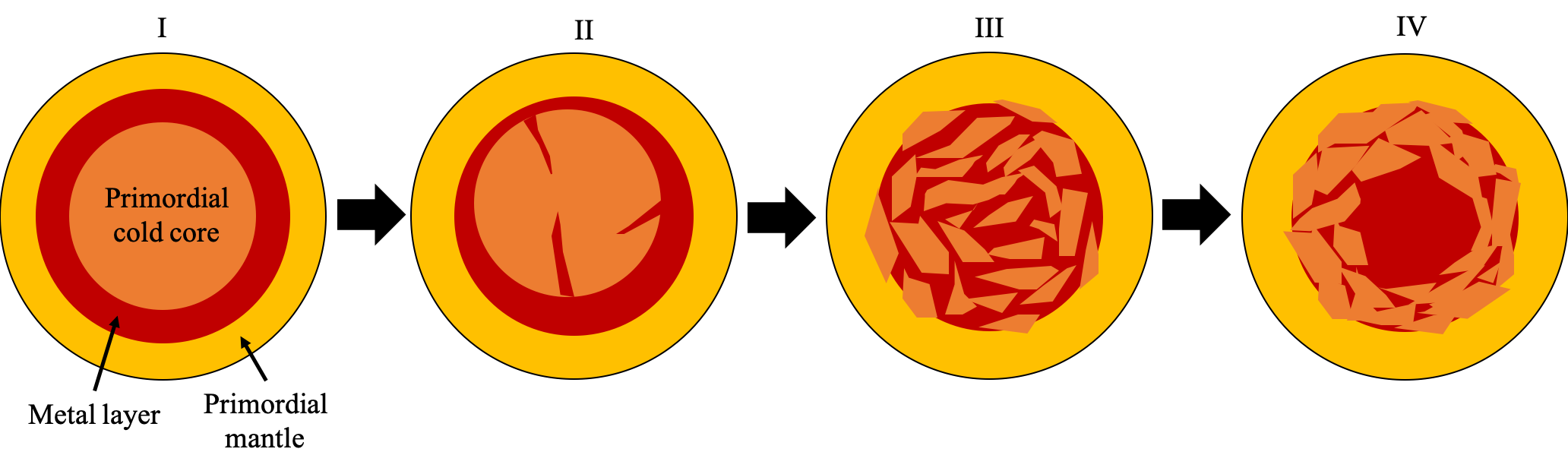
핵-맨틀 분화의 대안 모델을 보여주는 모식도. I. 원시 맨틀과 원시 핵 사이의 용융 철 층이 있었다. II. 원시 핵에 균열이 발생했다. III. 균열로 원시 핵이 조각났다. IV. 암빙이 상승하고 철이 새로운 핵을 형성했다. 스티븐슨(1981) 이후 연구 참조.

핵-맨틀 분화(Core–mantle differentiation)는 지구 진화(또는 더 일반적으로, 암석형 행성)의 강착 단계 동안 발생한 일련의 과정으로, 궁극적으로 금속 핵을 형성하는 철이 풍부한 물질이 암석질 맨틀로 둘러싸이면서 분리되는 것을 의미한다. 사프로노프의 모델에 따르면, 미행성은 원래의 성운에 존재하던 고체 잔해로부터 이전에 응결된 작은 천체(미행성)의 충돌 결과로 형성되었다. 미행성은 이미 분화되었거나 혼합된 철과 규산염을 포함하고 있었다. 어떤 방식으로든, 원시 지구에 충돌한 후 그 물질은 매우 균질해졌을 가능성이 높다. 이 단계에서 원시 지구는 아마도 화성 크기였을 것이다. 다음으로 원시 지구 구성 요소의 분리와 층화가 주로 밀도 차이에 의해 진행되었다. 원시 마그마 바다에서의 압력, 온도, 충돌체와 같은 요인이 분화 과정에 관여했다.
분화 과정은 규산염 암석에 비해 철의 밀도가 더 높다는 점에 의해 진행되지만, 전자의 녹는점이 더 낮다는 점이 중요한 요인이다. 실제로 일단 철이 녹으면 규산염 암석이 완전히 녹든 안 녹든 분화가 일어날 수 있다. 이러한 그럴듯한 시나리오를 전제로, 태양계의 성운 형성 단계 이후 핵-맨틀 분화를 설명하기 위해 여러 모델이 제안되었다. 이들은 세 가지 메커니즘으로 요약될 수 있다. 1) 규산염 결정 사이로 철 합금의 침투 2) 원시 마그마 바다에서 암석과 금속의 분리 3) 맨틀을 통한 철 다이어피어 또는 암맥의 이동.

## 침투
고체 맨틀과 용융된 철 혼합물을 가정할 때, 침투 메커니즘은 고체 맨틀 결정 입자 경계를 따라 금속이 지구 중심으로 흐르면서 일어난다. 이 가설은 암석 물질은 고체 또는 연성으로 유지되는 반면, 철은 용융 상태라고 가정한다. 철 방울의 표면 장력은 상대적으로 점성이 더 큰 맨틀에서 가해지는 끌림보다 물리적으로 커질 수 없으므로 철 방울의 크기를 제한한다.
침투 가설은 맨틀 내 결정이 특정한 방향을 갖지 않는다고 가정한다. 마찬가지로, 침투는 용융물과 결정 사이의 이면각이 연결성을 유지하기 위해 60도 미만이어야 한다. 그러나 표면 측정에 따르면 이면각이 60도보다 큰 경우가 흔하므로 침투 발생이 제한되지만, 하부 맨틀에서는 60도 미만일 수 있는지 여부는 불확실하다. 상부 맨틀에서는 철의 흔적이 관찰되지 않았는데, 만약 침투가 지배적이었다면 예상되었을 것이다. 철 이동의 지배적인 메커니즘으로서 침투에 대한 또 다른 주장은 온도가 철의 고상선 위이지만 암석의 고상선 아래라는 좁은 범위 내에 머물러야 한다는 점이다.

## 마그마 바다
대형 천체 충돌 시 방출되는 에너지는 지구를 부분적으로 또는 전체적으로 녹여 마그마 바다를 형성했을 수 있으며, 지구 형성 과정에서 여러 번 발생했을 가능성이 있다. 초기 용융이 충돌 지역만을 둘러싼다고 하더라도, 정역학적 평형은 마그마를 전 지구적으로 재분배시킬 것이지만 철-규산염 분화의 시간 척도와 비교하여 이러한 재분배가 어느 시간 동안 일어났는지는 여전히 불확실하다. 일단 암석과 금속이 모두 녹으면 밀도 차이 때문에 분리가 쉽게 일어난다. 모델은 행성 반경이 약 2000~3000km가 되자마자 용융이 발생했을 수 있다고 제안한다. 마찬가지로, 일부 모델은 300km 깊이까지 마그마 바다의 발생을 예측한다. 하부 맨틀은 용융 온도가 1 km당 1캘빈의 비율로 상승하기 때문에 완전히 녹지 않았을 수 있다. 단일 단계의 장기간 지속되는 마그마 바다가 있었는지, 아니면 주기적인 충돌 사건 동안 여러번의 급속 냉각이 발생한 마그마 바다가 있었는지는 여전히 불확실하다. 실험에 따르면 마그마 바다의 점성은 낮았으며, 이는 열을 빠르게 소산시키는 난류 대류 흐름을 의미한다. 만약 그렇다면, 마그마 바다는 단지 수천 년 동안만 존재했을 수 있다.
마그마 바다에 있는 철 방울은 지구에 충돌하는 천체의 크기에 따라 다양한 크기로 존재했다. 용융 상태에서 큰 천체는 부서지는 경향이 있는 반면, 작은 천체는 합쳐지는 경향이 있다. 평형은 액체 철 방울의 안정화된 직경을 계산하는 수단을 제공하는 웨버 수에 따라 결정되며, 이는 10 cm에 해당한다. 철 방울이 형성된 후 주변 규산염과 분리되어 "비"처럼 안쪽으로 침전된다.

## 다이어퍼리즘 및 암맥화
원시 맨틀의 대류력에 큰 철 덩어리가 끌려가지 못하므로, 유체역학적으로 평형을 이루고 안정화된 크기에 도달할 시간이 충분하지 않다. 따라서 이들은 현재의 암석권-연약권 경계와 같은 유동 경계에 퇴적되어 철 웅덩이를 형성한다. 결국, 웅덩이에 고인 철은 그 아래에 있는 상대적으로 밀도가 낮은 규산염 속으로 가라앉을 것이다. 이 메커니즘은 염분 다이어피어와 유사하다고 생각된다. 그러나, 마그마 바다 아래의 맨틀이 취약하지 않음에도 불구하고 일부 연구에 따르면 철 웅덩이와 맨틀 사이의 점성 차이가 다이어피어보다는 암맥 형성을 허용하기에 충분했을 가능성이 있다. 오늘날의 조건에서, 철 암맥은 지구 내부를 연구하기 위한 탐사선을 보내는 실행 가능한 전략으로 고안되었다.

## 기타 핵-맨틀 분화 모델

### 엘사서 모델
온도 모델은 규산염 암석이 상부에서 연화되는 동안 확산된 철 합금의 용융을 예측한다. 열원은 방사성 붕괴이다. 액체 철은 더 차가운 온도가 규산염을 고화시킨 수준으로 아래로 이동하여, 미분화된 물질 핵 위에 그리고 충돌로 인한 대류 흐름이 발생하는 원시 맨틀 아래에 철 층을 형성했다. 이 단계부터, 레일리-테일러 불안정성으로 유발된 철 응집체는 장기간의 과정(수억 년) 동안 원시 핵을 통해 이동했다.

### 비티야제프 및 마예바 모델
엘사서가 제안한 철 응집체와 달리, 이 모델은 철 껍질이 원시 핵과의 경계에서 녹아 사프로노프 모델에서 제안된 것처럼 철 덩어리로 응집하는 대신 액체 상태로 후자를 통과한다고 제안한다. 원시 핵은 입자 크기 몸체로 상승하여 맨틀로 통합될 것이다. 핵 형성의 시간 척도는 수십억 년이다.

### 스티븐슨 모델
그럴듯한 시나리오 중 하나는 원시의 차가운 규산염 핵이 주변의 밀도가 높은 철 층에 의해 유발된 불안정성에 반응하여 파편화되었다는 것이다. 결국, 파편화된 핵의 조각들("암석빙")은 위로 이동하여 맨틀로 합쳐졌고, 반면 철 합금은 지구의 중심에 정착했다. 이 과정은 위에 언급된 두 모델보다 더 빠르게 일어날 것이다.